# Marcel Jambon
Ne doit pas être confondu avec Marcel Janbon.
Marcel Jambon, né le 19 octobre 1848 à Barbezieux-Saint-Hilaire et mort le 30 septembre 1908 à Paris, est un peintre décorateur français.

## Biographie
Fils de Marcel Jambon et de Suzanne Victoire Lamothe, Marcel Jambon est l'élève, à partir de 1861, puis l'associé du peintre décorateur Auguste Alfred Rubé et Chaperon, de 1887 à 1892.
En 1870, il participe à la guerre franco-prussienne et obtient la médaille militaire.
En 1876, il vit au 15, rue Réaumur dans le 3e arrondissement de Paris.
En 1889, il obtient la croix d'honneur pour avoir décoré l'Habitation humaine, de Charles Garnier, à l'occasion de l'Exposition universelle de 1889.
En 1894, il s'installe au 39, rue Manin dans le 19e arrondissement, où il vit jusqu'à la fin de sa vie.
En 1899, à la mort de Rubé, il fonde son atelier au 73, rue Secrétan dans le 19e arrondissement. Il s'associe avec Alexandre Bailly, son gendre.
En 1900, il participe à la décoration de la Comédie-Française à la suite de son incendie,.
Il est nommé chevalier de la Légion d'honneur en 1889, puis est promu officier du même ordre en 1901,.

## Œuvre
Marcel Jambon est considéré par son époque comme l'un des maîtres du décor. Il a fait de nombreux travaux qui ont été remarqués lors de l'Exposition universelle de 1889.
Pour le théâtre, il a fait, entre autres, les décors de La Walkyrie et de Tannhäuser de Richard Wagner, de La Maladetta de Paul Vidal, de L'Attaque du moulin d'Alfred Bruneau et de Falstaff de Giuseppe Verdi.
En 1896, il est chargé d'organiser le magasin des décors de l'opéra de Paris, situé boulevard Berthier. Il travaille notamment au raccord du magasin via une ligne de tramway, pour permettre le transport des décors par voie ferrée.
En 1900, pour l'Exposition universelle de Paris, il exécute un grand nombre de frises décoratives pour les palais des Beaux-Arts, des Armées de terre et de mer, du Génie civil et de la Mécanique.
Il est l'auteur du Panorama du chemin de fer transsibérien de la Compagnie des wagons-lits ainsi que des Chars du champagne, de l'Allemagne et des vins étrangers pour le Syndicat des vins.

Il exécute, pour l'opéra de Paris, beaucoup de décors comme ceux d'Armide, de La Statue, de L'Enlèvement au sérail, de Tristan et Isolde ou encore de La Montagne noire d'Augusta Holmès, en 1895.

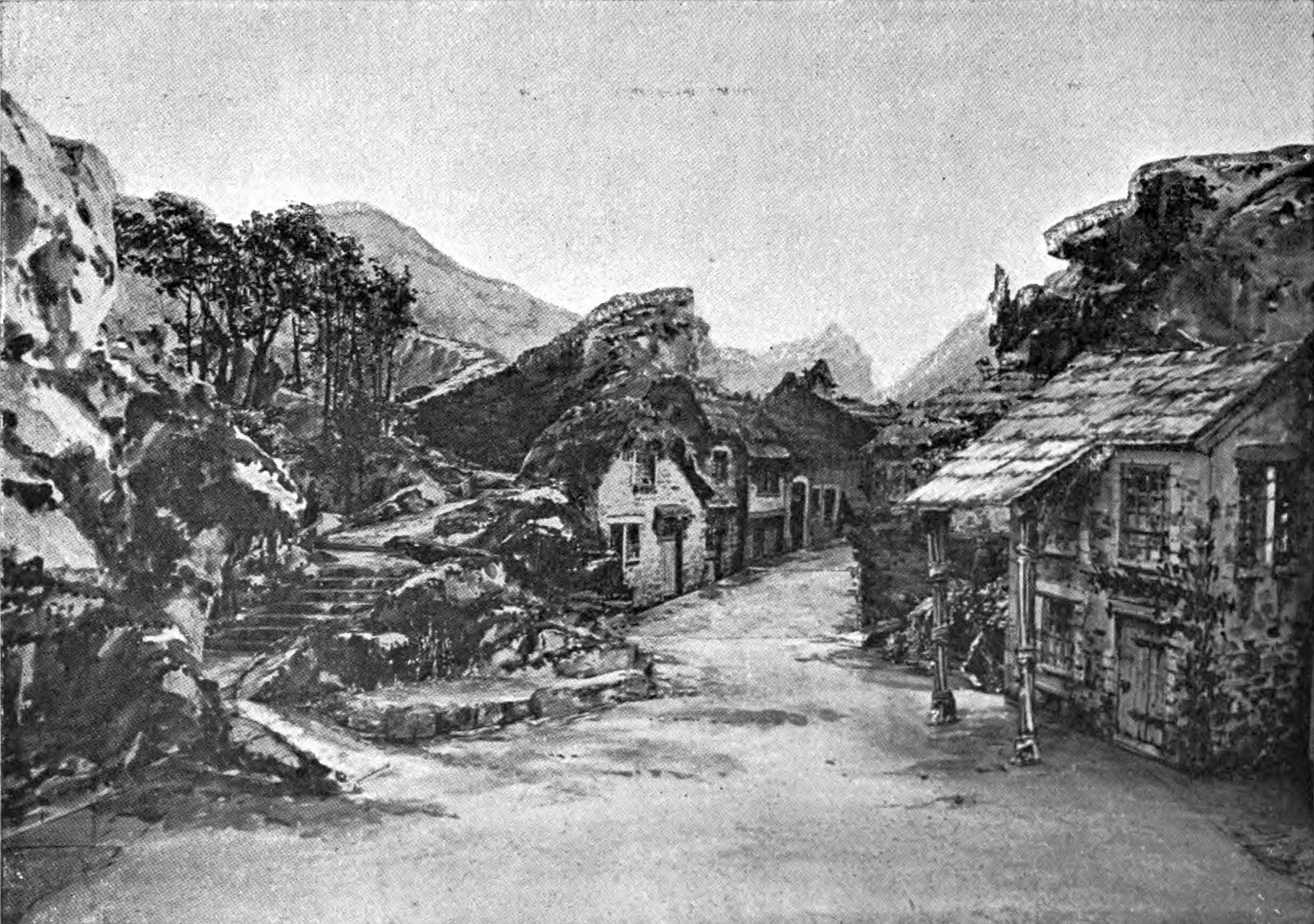
Décor de Marcel Jambon pour La Montagne noire d'Augusta Holmès (photo Benque & Cie)
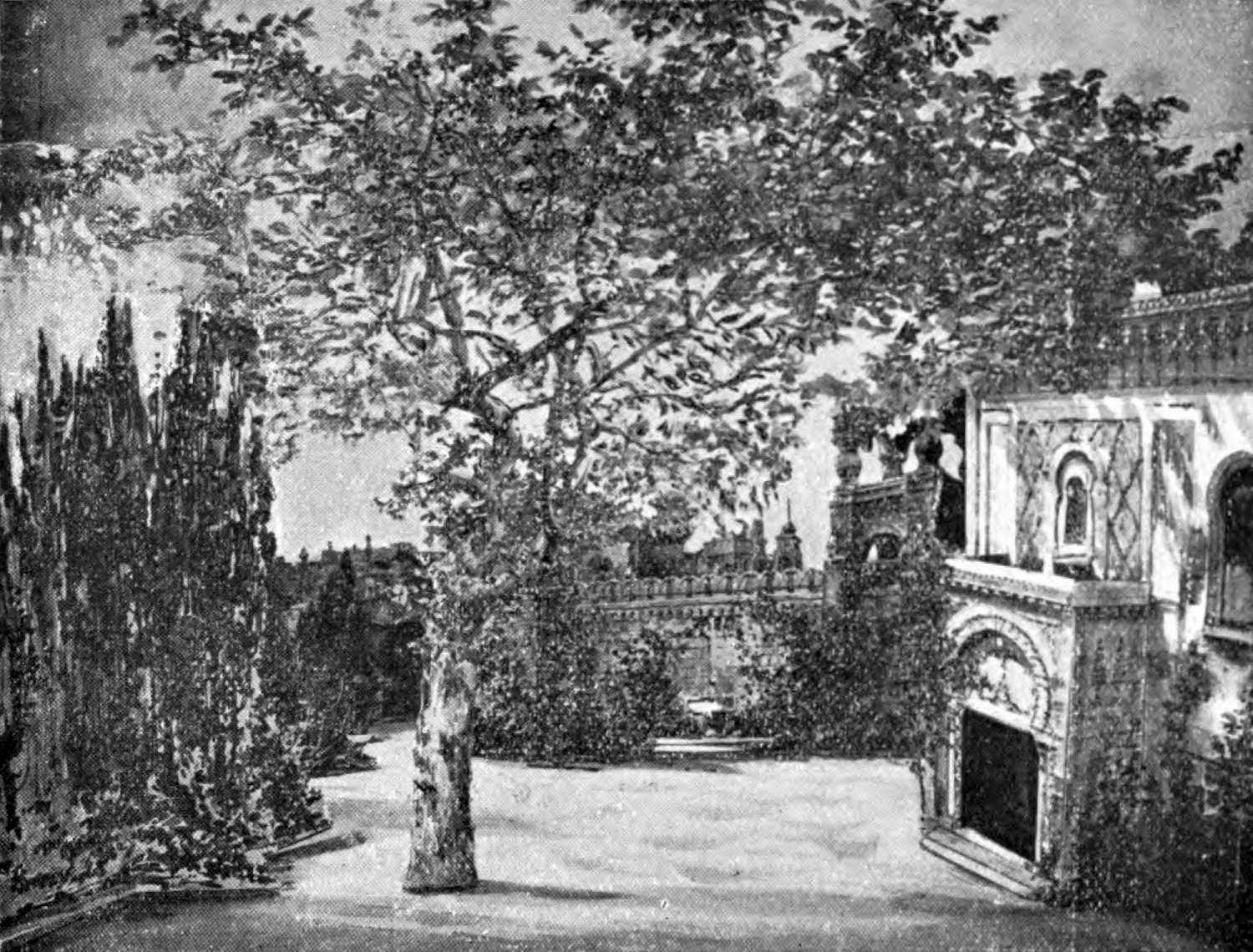
Un village dans la montagne, décor de Marcel Jambon pour le 3e acte de La Montagne noire (photo H. Laffargue).
- Une ville sur la frontière de Turquie. — Le palais de Yamina, décor pour le 4e acte de La Montagne noire (photo H. Laffargue).

Pour l'Opéra-Comique, il conçoit les décors de La Carmélite, L'Enfant roi, Les Pêcheurs de Saint-Jean. En 1896, il travaille aux décors de Cendrillon de Jules Massenet avec Auguste Alfred Rubé, Charles Moisson et Eugène Carpezat.
À la Comédie Française, il œuvre aux décors de Gertrude, Les Phéniciennes et Don Quichotte.
Il travaille aussi à l'Odéon, pour les théâtres Sarah-Bernhardt, de l'Ambigu, du Châtelet, pour les arènes de Béziers, faisant les décors de Prométhée, Parysatis, Armide et Les Hérétiques.
De janvier 1900 à juillet 1906, il travaille sur 482 décors représentant 165 000 m2 de peinture.
En 1901, le Centre national des arts plastiques lui commande un ensemble de huit peintures décoratives en demi-lune, nommées Les Arts et Métiers, aujourd'hui en dépôt à Nancy à l'hôtel de préfecture de Meurthe-et-Moselle.
Son atelier — comme l' atelier concurrent de Lucien Jusseaume — réalise également des décors pour les studios de cinéma pendant la période du muet, notamment pour le studio Le Film d'Art.
Il a travaillé à la décoration du café et du buffet de la gare Paris-Lyon-Méditerranée, de la salle des fêtes de l'hôtel de préfecture de Meurthe-et-Moselle à Nancy, et à des panoramas pour les expositions internationales.
Il restaure aussi des peintures du château de Malmaison.
Un de ses rideaux d'avant-scène, classé monument historique, est conservé au château de Barbezieux.

## Élèves
- Paul Charlemagne.

## Postérité
- Son buste, créé par Léopold Bernstamm, a été inauguré à l'opéra de Paris par Étienne Dujardin-Beaumetz, Broussan et Cassieur-Bernard en 1910[12],[13].